# Gustav Krupp von Bohlen und Halbach
Gustav Krupp, nato Gustav von Bohlen und Halbach; soprannominato "Taffi" (L'Aia, 7 agosto 1870 – Castel Blühnbach, 16 gennaio 1950), è stato un diplomatico e imprenditore tedesco.

## Biografia

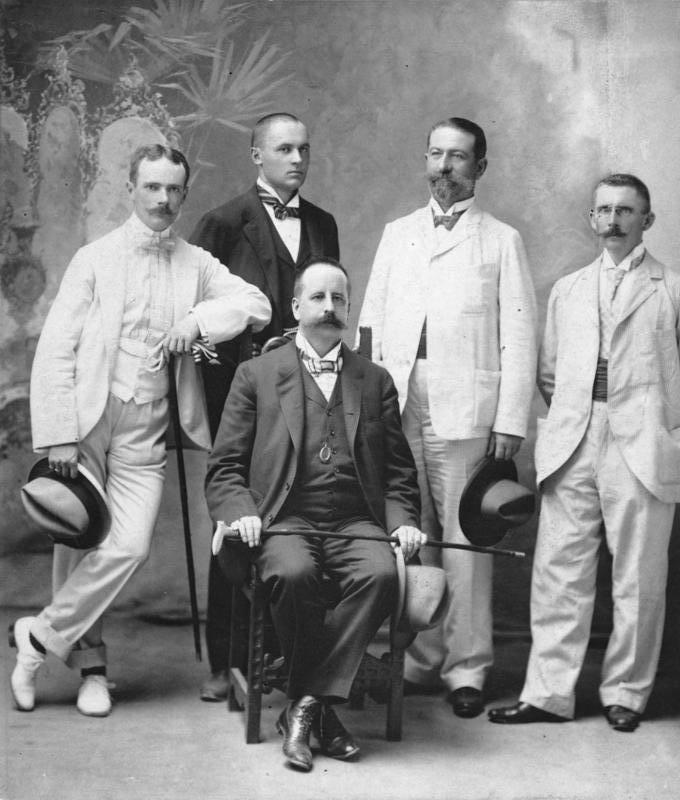
Gustav Krupp (a sin.) ca. 1900

Padre di Alfried Krupp von Bohlen und Halbach, diresse la Krupp AG su autorizzazione dell'imperatore Guglielmo II di Germania, a cui chiese di poter aggiungere il nome Krupp per poter gestire il patrimonio Krupp fino ad allora controllato dalla moglie Bertha Krupp, unica erede Krupp, sposata nel 1906.
Figlio di un diplomatico, aveva studiato legge prima di trovare occupazione al ministero degli Affari esteri. Sposata Bertha Krupp, divenne direttore dell'azienda nel 1909. Nel 1931 assunse la presidenza del sindacato industriale (Reichsverband der Deutschen Industrie). Sotto la sua guida la Krupp si espanse raggiungendo l'apice con l'avvento del nazismo e in coincidenza (1933) con la politica di riarmo della Germania nazista adottata da Adolf Hitler.

## Sotto accusa a Norimberga

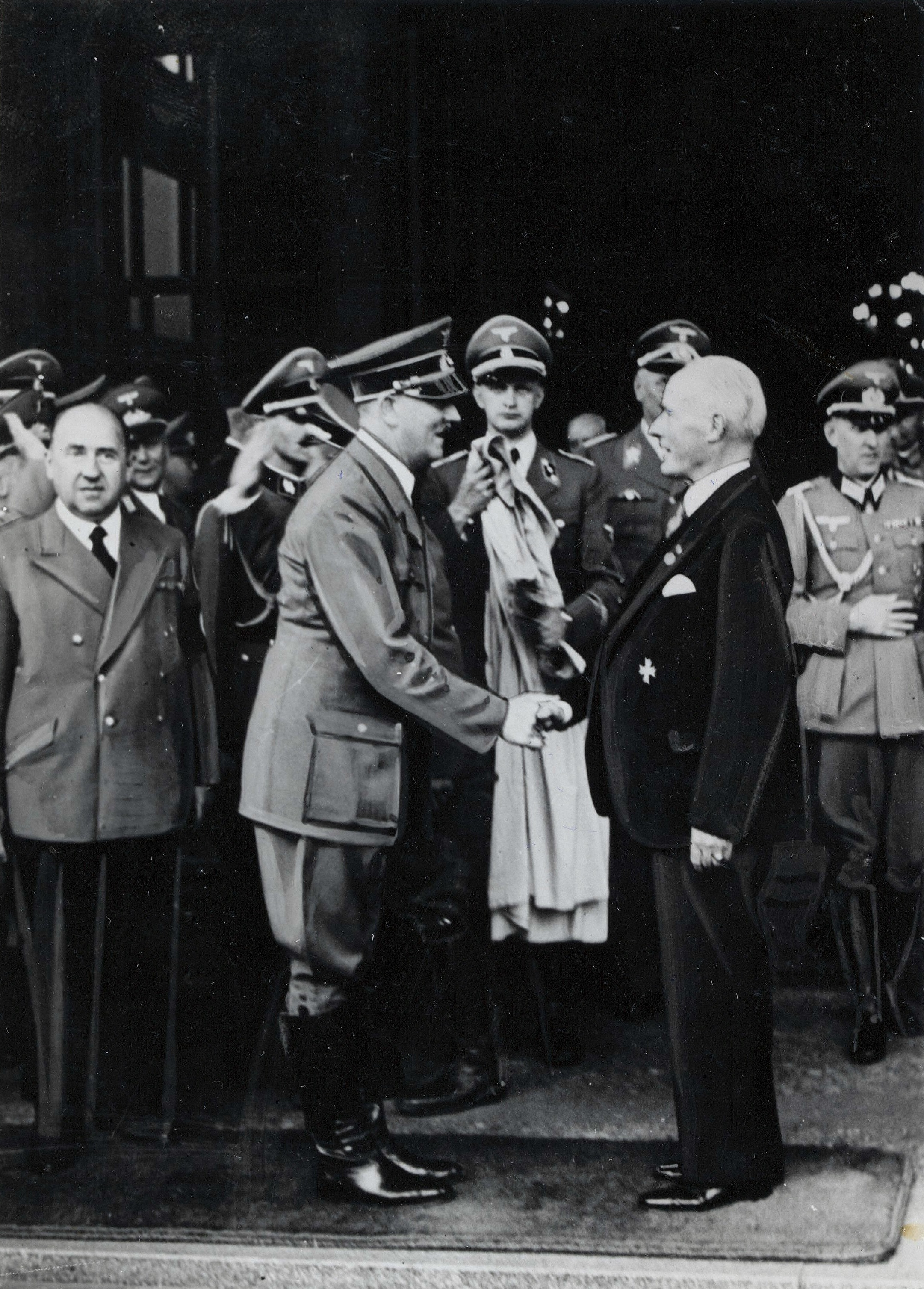
Adolf Hitler e Gustav Krupp durante la cerimonia per la consegna dell'Insegna d'oro del Partito Nazionalsocialista dei Lavoratori Tedeschi

Krupp fu iscritto nella lista dei criminali di guerra del nazismo nel primo processo di Norimberga. L'accusa contro di lui era quella di aver dato vita ad una potenza industriale che si era rivelata fonte principale di finanziamento per gli armamenti tedeschi. Tuttavia, la sua posizione venne stralciata quando apparve ben presto chiaro che il suo stato fisico, in particolare la demenza senile da cui era affetto, non gli avrebbero consentito di sostenere un interrogatorio né di seguire le varie fasi del dibattimento processuale. Il procuratore statunitense, così come i colleghi russo e francese, proposero di processare in sua vece in un procedimento a parte, conosciuto come processo Krupp, il figlio Alfried.
Muore nel 1950 e riceve sepoltura nel Cimitero Bredeney, ad Essen.